# Gilera Freestyle 125
La Freestyle 125 fu un modello di motocicletta prodotta dalla Gilera dal 1991 al 1994 anno in cui uscì di produzione e la Gilera passò alla produzione esclusiva di scooter. Da molti viene considerata la prima Supermotard insieme alla sorella maggiore Nordwest (anche se in realtà il primo embrione di una motard fu sempre sviluppato da Gilera con il nome di Fastbike 4 anni prima nel 1986). 
Sia il telaio che il motore erano quelli usati dalla Gilera per le enduro 125 dell'epoca, ossia la Apache, ma a differenza delle enduro condivideva con le moto stradali alcune componenti tra cui forcella anteriore, cerchioni e freni: questi ultimi erano quelli del modello Crono, anche il motore era identico a quello della Crono che all'epoca era uno dei più potenti ed evoluti a livello mondiale. 
Le diversità della Freestyle rispetto alla Apache sono:
1. Forcella anteriore completa (esclusiva della Freestyle);
2. Ruote e freni, compreso il colore delle pinze (in comune con la Crono);
3. Bilancieri delle manopole e manubrio (esclusiva della Freestyle);
4. Mancanza della pedivella (solo avviamento elettrico);
5. Faro e cupolino (in comune con la Nordwest);
6. Parafango anteriore (in comune con la Crono).

Questa moto non ebbe il successo commerciale sperato e ne vennero vendute poche. Come si evince dal nome Freestyle cioè stile libero non era inquadrabile in nessuna categoria di moto dell'epoca. 
Le uniche livree prodotte furono due: 
1. Verde con sella blu e cerchi bianchi e decalcomanie blu e gialle;
2. Bordeaux con sella nera e cerchi bianchi e decalcomanie verdi e gialle.

Questa moto era piuttosto robusta e resistente, tuttavia non mancarono i difetti congeniti non risolti a causa della prematura uscita di produzione tra cui la crepatura del fodero della canna anteriore sinistra della forcella e la valvola allo scarico che ogni tanto da dei problemi di apertura. Oltretutto come tutte le 125 a due tempi molto spinte necessita di una manutenzione e verifica delle componenti del motore frequente.